# جون جی هیون
جون جی هیون (کره‌ای: 전지현؛ زادهٔ وانگ جی هیون در ۳۰ اکتبر ۱۹۸۱) همچنین با نام انگلیسی خود جیانا جون (انگلیسی: Gianna Jun) نیز شناخته می‌شود، بازیگر و مدل اهل کره جنوبی است.

## فیلم‌شناسی

### فیلم
| سال  | عنوان              | نقش                  | توضیحات             | منابع                |
| ---- | ------------------ | -------------------- | ------------------- | -------------------- |
| ۱۹۹۹ | ولنتاین سفید       | جونگ مین             | اولین فیلم          | [ ۲ ]                |
| ۲۰۰۰ | ایل ماره           | اون جو               |                     | [ ۳ ] [ ۴ ]          |
| ۲۰۰۱ | دختر پرروی من      | دختر                 |                     |                      |
| ۲۰۰۳ | ناخوانده           | یون                  |                     |                      |
| ۲۰۰۴ | نوازش باد          | یو کیونگ جین         |                     |                      |
| ۲۰۰۶ | دِیزی               | هه یونگ              |                     |                      |
| ۲۰۰۸ | مردی که سوپرمن بود | سونگ سو جونگ         |                     |                      |
| ۲۰۰۹ | خون: آخرین خون‌آشام | سایا اوتوناشی        | اولین فیلم هالیوودی | [ ۵ ]                |
| ۲۰۱۱ | گل برفی و فن مخفی  | سوفیا / گل برفی      | همکاری چین و آمریکا |                      |
| ۲۰۱۲ | دزدان              | ینی‌کال               |                     | [ ۶ ] [ ۷ ] [ ۸ ]    |
| ۲۰۱۳ | پرونده برلین       | ریون جونگ هی         |                     | [ ۹ ] [ ۱۰ ] [ ۱۱ ]  |
| ۲۰۱۵ | ترور               | آن اوک یون / میتسوکو |                     | [ ۱۲ ] [ ۱۳ ] [ ۱۴ ] |

### مجموعه تلویزیونی
| سال       | عنوان                 | نقش               | توضیحات      | منابع         |
| --------- | --------------------- | ----------------- | ------------ | ------------- |
| ۱۹۹۸      | قلب مرا مجذوب کن      | کا یونگ           |              | [ ۱۵ ]        |
| ۱۹۹۹      | هپی توگدر             | سو یون جو         |              | [ ۱۶ ] [ ۱۷ ] |
| ۲۰۱۳–۲۰۱۴ | تو از ستاره‌ها اومدی   | چون سونگ یی       |              | [ ۱۸ ] [ ۱۹ ] |
| ۲۰۱۶–۲۰۱۷ | افسانه دریای آبی      | شیم چونگ / سه هوا |              | [ ۲۰ ] [ ۲۱ ] |
| ۲۰۲۰      | پادشاهی               | آشین              | حضور افتخاری |               |
| ۲۰۲۱      | پادشاهی: آشین از شمال | آشین              | قسمت ویژه    | [ ۲۲ ]        |
| ۲۰۲۱      | جیریسان               | سو یی کانگ        |              | [ ۲۳ ] [ ۲۴ ] |

### برنامه تلویزیونی
| سال  | عنوان              | نقش                         | منابع  |
| ---- | ------------------ | --------------------------- | ------ |
| ۱۹۹۸ | ترانه محبوب اس‌بی‌اس | مجری به همراه کیم سونگ هیون | [ ۲۵ ] |

### حضور در موزیک ویدئو
| سال  | نام ترانه                                                             | آرتیست                    | منابع  |
| ---- | --------------------------------------------------------------------- | ------------------------- | ------ |
| ۱۹۹۷ | «میفهمی؟» (Will You Understand; 이해할께)                             | چو کیو مان                |        |
| ۱۹۹۹ | «شروع عشق» (The Beginning of Love; 사랑의 시작)                       | لئون لای                  |        |
| ۲۰۰۰ | «هی دختر» (Hey Girl)                                                  | جانگ هیوک (تی. جی پراجکت) |        |
| ۲۰۰۰ | «عشق خورشید و ماه» (Love of the Sun and the Moon; 일월지애)           | جانگ هیوک (تی. جی پراجکت) |        |
| ۲۰۰۲ | «عشق همیشه تشنه است» (Love Is Always Thirsty; 사랑은 언제나 목마르다) | یومی                      | [ ۲۶ ] |